# Plistarc d'Esparta
Plistarc o Pleistarc  (en llatí Pleistarchus, en grec antic Πλείσταρχος) va ser rei d'Esparta de la línia Agída. Era el fill i successor de Leònides I, mort a les Termòpiles el 489 aC.
Era encara un infant quan va pujar al tron i per això va assumir la regència el seu cosí Pausànies, que va dirigir els grecs a la batalla de Platea, com diu Heròdot. Sembla que Pausànies va seguir com a regent fins a la seva mort a una data propera al 467 aC, segons Tucídides. Probablement llavors Plistarc ja estava en condicions per assumir el govern per edat, però segons el geògraf Pausànias a la Descripció de Grècia va morir poc després. Segons Diodor de Sicília va morir el 458 aC, quan el va succeir el seu germà Pleistoànax. No es coneixen fets del seu regnat.